# Lookouts de Chattanooga
Les Lookouts de Chattanooga (en anglais : Chattanooga Lookouts) sont une équipe de ligue mineure de baseball. Fondé en 1885, le club et basé à Chattanooga, dans le Tennessee aux États-Unis. 
Cette équipe de niveau AA est depuis 2009 un club-école des Dodgers de Los Angeles de la Ligue majeure de baseball. Les Lookouts évoluent en Southern League.
Après avoir joué durant sept décennies au Engel Stadium, le club emménage en 2000 au AT&T Field.